# Goeracea genota
Goeracea genota is een schietmot uit de familie Goeridae. De soort komt voor in het Nearctisch gebied.